# Blank, l'étalon bai du duc d'Ancaster, tenu par un groom
Blank, l'étalon bai du duc d'Ancaster, tenu par un groom (anglais : The Duke of Ancaster's bay stallion Blank, held by Old Parnam, his Groom), est une peinture à l'huile sur toile du peintre anglais George Stubbs, créée entre 1761 et 1765. 
Il s'agit du portrait de Blank, un cheval de robe baie. Il fait partie depuis toujours de la collection du château de Grimsthorpe.

## Réalisation
Ce tableau est une probable commande du 3e duc d'Ancaster, Peregrine Bertie, pour lequel Stubbs a travaillé au début des années 1760. Entre 1762 et 1765, George Stubbs a vraisemblablement créé les portraits de deux chevaux du duc d'Ancaster, celui de Spectator et celui de Blank. En revanche, Judy Egerton date la réalisation de ce tableau à 1761 environ. Quoi qu'il en soit, le haras d'Ancaster est réputé à cette époque les performances de ses chevaux de course à Newmarket.
En français, le titre de cette œuvre a été traduit par Blank, l'étalon bai du duc d'Ancaster, tenu par un groom.
Le cheval sujet de ce tableau, Blank, est un fils du Godolphin Arabian né en 1740 au haras du Comte de Godolphin. Sa carrière en course se révèle brève, et il finit par être acquis par le duc d'Ancaster qui le place dans son haras de Grimsthorpe, alors réputé. Ce cheval meurt en 1769.

## Description
C'est le portrait d'un cheval de robe bai foncé. De tous les portraits de chevaux créés par Stubbs, il s'agit d'un des plus animés, ce cheval semblant s'agiter dans une posture peu naturelle pendant que son groom le tient. Le paysage environnant est composé surtout de sable et de rochers.
Le tableau mesure 100,4 × 125,8 cm. Il est titré en bas et à droite après sa création en lettres blanches, Duke of Ancasters / Blank.

## Historique
Ce tableau est conservé depuis sa création au château de Grimsthorpe, qui appartient aux descendants de Peregrine Bertie,. Quatre peintures de Stubbs y sont conservées et listées en 1812.
Ce tableau est exposé brièvement à Liverpool en 1908, et à la Tate Gallery de Londres en 1984 et 1985.